# Spartacus: Blood and Sand
Spartacus: sangre y arena o Espartaco: sangre y arena (título original en inglés: Spartacus: Blood and Sand) es la primera temporada de una serie de televisión que presenta de manera novelada la vida del famoso gladiador rebelde Espartaco. Rodada en Nueva Zelanda y producida por Steven S. DeKnight y Robert Tapert narra la vida de Espartaco antes de ser líder de la rebelión de esclavos contra el Imperio romano. Allí también se muestra la vida y peripecias de sus compañeros gladiadores y de los romanos más próximos a Espartaco. La serie destaca por su gran violencia gráfica, contenido sexual y lenguaje explícito. 
Consta de 13 episodios de alrededor de 55 minutos cada uno que se comenzaron a emitir el 22 de enero de 2010 por la cadena starz. La serie fue renovada para hacer la segunda temporada; sin embargo, a Andy Whitfield (quien interpretaba a Espartaco), le fue diagnosticado un linfoma no-Hodgkin y requirió un tratamiento agresivo para erradicarlo, aunque sin éxito. Murió el 11 de septiembre de 2011 en Sídney.  Durante el tratamiento contra el cáncer de Andy Whitfield filmaron una precuela de la serie, titulada Spartacus: Gods of the Arena (Espartaco: dioses de la arena), una miniserie de tan solo 6 episodios.
La segunda temporada se llama Spartacus: Vengeance («Espartaco: Venganza») y se estrenó en febrero de 2012. El sustituto de Andy Whitfield para la 2.ª temporada fue Liam McIntyre.

## Argumento
La serie narra la vida del célebre Espartaco, desde su captura a manos de los romanos en la región de Tracia pasando por su vida en la escuela de gladiadores de Batiatus hasta su rebelión y huida junto a sus compañeros gladiadores luego de ganar su confianza. Se relatan todas las peripecias de Espartaco dentro del ludus, su convivencia entre los demás gladiadores y cómo son tratados por los romanos; de igual manera que se exponen las vivencias de Batiatus, el lanista, y sus intentos de ascender socialmente, utilizando sin escrúpulos a los gladiadores.

## Reparto y personajes
Romanos
Quintus Léntulus Batiatus (John Hannah)
Quintus Lentulus Batiatus dirige una decadente escuela de gladiadores en la ciudad de Capua. Batiatus trata de sobrevivir ahogado por deudas y cada vez más eclipsado por sus competidores. Gracias a la victoria de Espartaco sobre un gladiador legendario, comienza a ascender política y socialmente para aspirar un lugar en el Senado romano. Pero los métodos utilizados en su ambición le acarrean problemas y cuando cree que ha logrado su pretensión se enfrenta a la rebelión de sus gladiadores.
Lucrecia (Lucy Lawless)
Lucrecia es la esposa de Batiatus, calculadora y muy licenciosa. Ayuda a su marido con sus ambiciosos consejos en el manejo de la escuela de gladiadores. Tiene al gladiador Crixus como amante primeramente para satisfacer sus necesidades sexuales, llegando a enamorarse y a quedarse embarazada de él. Con eso logra el ansiado heredero que tanto ella como su esposo necesitaban. Al enterarse de que Crixo no le corresponde en su amor y que está enamorado de su esclava Naevia, ordena que ésta sea trasladada a otro lugar lejano.
Ilithia (Viva Bianca)
Ilithia es la esposa del Legatus Claudius Glaber e hija de un senador de Roma. Ostentosa, arrogante, cínica y extremadamente manipuladora, tras visitar la casa de Batiatus se hizo amiga de Lucrecia y comenzó a asistir a las luchas de gladiadores celebradas en Capua. Desea al gladiador Crixus y odia a Espartacus. Por un complot de Lucrecia que le hace creer que está fornicando con Crixo descubre que con quien ha estado es con Espartaco (ambos fueron engañados por Lucrecia, ya que usaban máscaras). Ilithia hace todo lo posible por eliminar a Espartaco, como sobornar a un gladiador galo para que intentara asesinarlo o de persuadir a Batiatus y Lucrecia para que peleara con rivales cada vez más fuertes.
Claudius Glaber (Craig Parker)
Claudius Glaber es un legatus de las regiones romanas en Tracia y marido de Ilithia. Logró forjar una inestable alianza con los tracios en la guerra de Roma contra los dacios. Fue persuadido por su esposa Ilithia para que atacara a Mitrídates VI que acosaba a las legiones romanas en Asia Menor, eso causó la ira de los tracios que se rebelaron. Glaber capturó a Espartaco, uno de sus caudillos y lo vendió a Batiatus, un dirigente de una escuela de gladiadores.
Solonius (Craig Walsh Wrightson)
Un lanista rival, el cual con diferencia de Batiatus, posee amistades e influencias con gente poderosa en Roma, de la cual suele obtener conveniencias. Está enamorado de Lucrecia y trata en vano de que Batiatus muera para poder cortejarla y casarse con ella. En el pasado, él, Batiatus y Lucrecia fueron buenos amigos.

Esclavos / gladiadores
Espartaco (Andy Whitfield)
Espartaco fue un guerrero tracio. Su pueblo, Tracia, pasó a formar parte de las tropas auxiliares romanas en su lucha contra los dacios, aunque decidió desertar al ver cómo los romanos no cumplían con las condiciones fijadas con los guerreros tracios. Cuando su villa es saqueada y quemada, huye con su esposa pero es capturado por el Legatus romano Claudius Glaber y vendido a Batiatus, dirigente de una escuela de gladiadores. Espartaco se convierte en una leyenda al derrotar al griego Teocles, un gladiador legendario imbatido. Espartaco logra la promesa de que Batiatus le traiga de vuelta a Sura su esposa, que había sido vendida como esclava por Glaber, pero al reencontrarse con ella, muere en sus brazos a consecuencia de las graves heridas que había sufrido en un asalto de la caravana que la transportaba. Más tarde Espartaco descubre que fue el propio Batiatus quien había ordenado el asalto que ocasionó su muerte y junto con los demás gladiadores comanda la rebelión contra la casa de Batiatus.
Crixus (Manu Bennett)
Crixus es un gladiador de origen galo, al contrario que la mayoría de gladiadores, Crixus no lucha para conseguir su libertad; acepta su vida tal como es. Poseía el título de Campeón de Capua hasta que fue gravemente herido cuando él y Espartaco se enfrentaron al legendario Teocles, un gladiador imbatido. Espartaco salió ileso de la contienda y se llevó la gloria de la victoria, y con ella el título de "campeón de Capua". Crixo pasó mucho tiempo recuperándose de las heridas y su fama se apagaba lentamente. Enamorado de la esclava Naevia, es amante de Lucrecia y la embaraza. Los enamorados son separados por la celosa Lucrecia.
Oenomaus o Doctore (Peter Mensah)
Oenomaus en su juventud fue uno de los mejores gladiadores de origen africano que sobrevivió a graves heridas tras combatir contra Teocles, llegando a sobrevivir más tiempo que ningún otro gladiador antes que él. Se convirtió en doctore, el leal entrenador de los gladiadores de la casa de Batiatus. Hombre de gran honor y responsabilidad, el propio Batiatus le ofreció la libertad para que tuviera el título de Lanista y se hiciera cargo de la escuela de gladiadores mientras él se ocupaba de su ascenso en el Senado romano. Es cuando se entera por boca del propio Batiatus que éste había mandado a asesinar a Barca (guardaespaldas de Batiatus y amigo de Oenomaus), la razón por la cual decide apoyar la rebelión de Espartaco.
Barca (Antonio Te Maioha)
También llamado "la bestia de Cartago", es uno de los gladiadores más exitosos de Batiatus, le sirvió como guardaespaldas y asesino personal. Barca trató de comprarse su libertad junto la de su amante Pietro en una apuesta contra Ashur, quien rehusándose a pagarle, contrató a un mensajero para calumniar en contra de la lealtad de Barca hacia Batiatus, desembocando todo en la muerte del cartaginés.
Pietro (Eka Darville)
Amante de Barca y esclavo de Batiatus, sueña con la libertad junto a Barca y espera ganar el suficiente dinero para comprar la libertad de ambos. Luego de haberle ganado una apuesta a Ashur, este último planea la muerte de Barca. Tras la muerte de Barca Pietro se suicida.
Varro (Jai Courtney)
Es un gladiador romano que lucha para pagar sus cuentas y para mantener a su familia. Se convierte el mejor amigo de Espartaco.
Sura (Erin Cummings)
Sura es la esposa de Espartaco, de origen tracio. Espartaco estaba profundamente enamorado de ella y cuando ambos fueron capturados por los romanos fue vendida como una esclava.
Ashur (Nick Tarabay)
Un ex gladiador sirio. Una de sus piernas quedó malherida durante una pelea con Crixus, así que pasó a ser el siniestro consejero y comerciante de Batiatus. Ejecutó el asesinato de Barca.
Mira (Katrina Law)
Esclava en la villa de Batiatus. Es asignada a Espartaco para calmar al guerrero, de quien termina enamorándose.
Naevia (Lesley-Ann Brandt)
Esclava principal en la villa de Batiatus. Se enamora del gladiador Crixus.

## Recepción
Muchos medios la calificaron de «espectacular» serie como La gaceta de Salamanca, La opinión de la Coruña, o Antena 3.com.
Después de su estreno el 23 de febrero, La voz libre resalta de la serie sus escenas de sexo con titulares como Spartacus: los personajes de la fornicación al asesinato, Spartacus: sangre y arena: sexo, sexo y sexo en Cuatro o Spartacus: sangre y arena: El lenguaje sexual, un personaje más. Diciendo de ella que todos en la serie tienen «cuerpazos y todos acaban saliendo desnudos», aludiendo también al éxito que tiene sobre todo después de las 23:30 CET «gracias a una gran cantidad de escenas de fornicación casi pornográficas». o a capítulos que consiguen 14% de share, como el del miércoles 23 porque rozan «la pornografía». La web de Intereconomía habla de la serie como una «superproducción, marcada por los excesos de sangre y sexo» y de la que resalta «la falta de rigor histórico, a pesar de no estar muy alejada de la realidad ya que hablamos de una época llena de brutalidad y salvajismo donde el sexo, la sangre y las mutilaciones eran parte de la vida cotidiana.» También habla de ella diciendo que «Erótica, violencia y morbo casposo tiñen» una serie «carente de argumento».

## Precuela
La precuela de esta serie titulada Spartacus: Gods of the arena (Espartaco: Dioses de la arena) se emitió en España por primera vez el 21 de enero de 2011, constando de 6 episodios y cuyo último episodio se transmitió el 25 de febrero de 2011. Andy Whitfield no llegó a hacer aparición debido a su enfermedad en esta miniserie (al final sólo se oye su voz arengando a los gladiadores).